# استان کوردیلرا (بولیوی)
استان کوردیلرا (به اسپانیایی: Provincia Cordillera) یکی از استان‌های بولیوی در بولیوی است که در شهرستان سانتا کروز (بولیوی) واقع شده‌است. استان کوردیلرا ۸۶٬۲۴۵ کیلومتر مربع مساحت و ۱۰۸٬۸۴۳ نفر جمعیت دارد.